# 2025-ös Formula–1 szingapúri nagydíj
A szingapúri nagydíj a 2025-ös Formula–1 világbajnokság tizennyolcadik futama lesz, amelyet 2025. október 3. és október 5. között rendeznek meg a Singapore Street Circuit versenypályán, Szingapúrban.

## Választható keverékek
| Abroncs              | Friss | Használt |
| -------------------- | ----- | -------- |
| Kemény keverék (C3)  |       |          |
| Közepes keverék (C4) |       |          |
| Lágy keverék (C5)    |       |          |
| Átmeneti esőgumi (I) |       |          |
| Teljes esőgumi (W)   |       |          |

## Szabadedzések
A szingapúri nagydíj első szabadedzését október 3-án, pénteken délután tartják, magyar idő szerint 11:30-tól.
A szingapúri nagydíj második szabadedzését október 3-án, pénteken este tartják, magyar idő szerint 15:00-tól.
A szingapúri nagydíj harmadik szabadedzését október 4-én, szombat délután tartják, magyar idő szerint 11:30-tól.

## Időmérő edzés
A szingapúri nagydíj időmérő edzését október 4-én, szombat este tartják, magyar idő szerint 15:00-tól.

## Futam
A szingapúri nagydíj futamát október 5-én, vasárnap este tartják, magyar idő szerint 14:00-tól.